# Comme ci, comme ça
Comme ci, comme ça – drugi singel z drugiego albumu studyjnego francuskiej piosenkarki Zaz pt. „Recto verso”.  Żywiołowa, pogodna piosenka jest 2. utworem na płycie.

## Notowania

### Polskie media
| Lista (2013)                       | Najwyższa pozycja |
| ---------------------------------- | ----------------- |
| Lista Przebojów Programu Trzeciego | 31                |
| Złota Trzydziestka Radia Koszalin  | 3                 |
| Lista przebojów Radia Łódź         | 16                |